# Microcorys eremophiloides
Microcorys eremophiloides là một loài thực vật có hoa trong họ Hoa môi. Loài này được Kenneally mô tả khoa học đầu tiên năm 1982.